# Fernleihe
Die Fernleihe ist eine Dienstleistung von Bibliotheken, im Gegensatz zur Ortsleihe Bücher oder Aufsatzkopien aus anderen Bibliotheken im Rahmen des Leihverkehrs zu besorgen.

## Bedeutung
Erste Fernleih-Vorläufer bestanden bereits 1836 zwischen der Universitätsbibliothek Gießen und der Hofbibliothek des Großherzogtums Hessen-Darmstadt. Im Jahr 1893 wurde in Preußen die erste Leihverkehrsordnung erlassen. Erst auf Veranlassung von Fritz Milkau wurde die Fernleihe 1924 dann zum ersten Mal in ganz Deutschland geregelt.
Mit Stand Dezember 2016 nahmen in Deutschland 1581 Bibliotheken am überregionalen Leihverkehr teil, darunter praktisch alle akademischen und wissenschaftlichen Bibliotheken, aber auch zahlreiche öffentliche Bibliotheken wie Stadtbüchereien.
Meist ist dieser Service kostenpflichtig. Manche Bibliotheken bieten ihren Benutzern diesen Service kostenlos an und tragen selbst die Kosten, viele erheben jedoch eine pauschale Gebühr pro Bestellung, die je nach Bibliothek zwischen 1,50 und 6 € liegt. Die Bibliotheken unterscheiden
- gebende Fernleihe (aktive Fernleihe, AFL), wobei Bücher aus der eigenen Bibliothek an fremde Bibliotheken ausgeliehen werden, die diese wiederum an ihre eigenen Benutzer ausleihen, und
- nehmende Fernleihe (passive Fernleihe, PFL), wobei Bücher aus fremden Bibliotheken für die eigenen Benutzer ausgeliehen werden. Zahlreiche öffentliche Bibliotheken außerhalb des universitären Umfelds bieten nur PFL an.

## Regeln

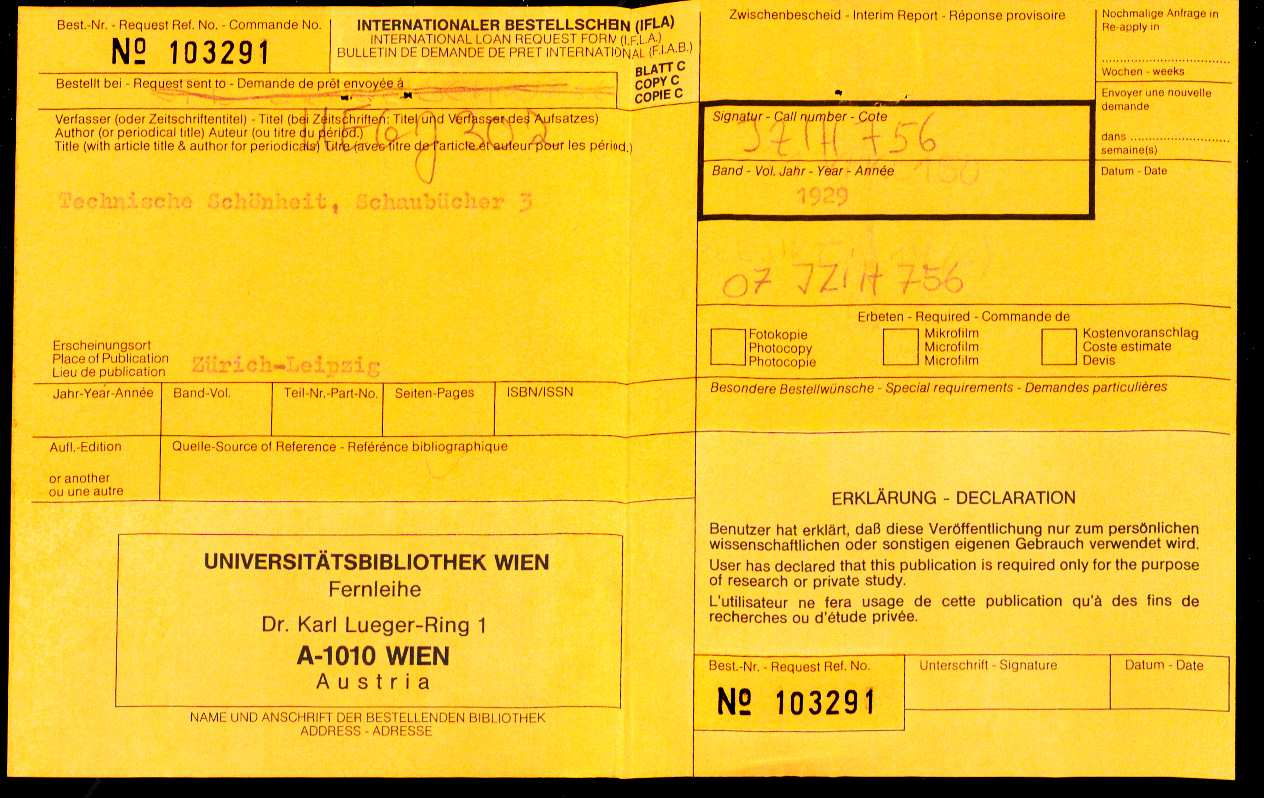
Internationaler Bestellschein der IFLA (unbekanntes Datum)

Die näheren Bedingungen für den Leihverkehr werden in verschiedenen nationalen und internationalen Regelwerken festgelegt. Für den Leihverkehr innerhalb Deutschlands ist dies die Leihverkehrsordnung (LVO) der Kultusministerkonferenz, für den in Österreich die Österreichische Fernleiheordnung (ÖFLO) bzw. die „Empfehlung zur Abwicklung von Fernleihe und Dokumentenlieferung in Österreich“ der Vereinigung Österreichischer Bibliothekarinnen und Bibliothekare. Für den weltweiten Leihverkehr stehen die Verfahrensrichtlinien des internationalen Dachverbandes IFLA zur Verfügung. Die genannten Regelwerke haben keinen Gesetz- oder Verordnungscharakter, sondern sind Empfehlungen, die ggfls. örtlich per Verwaltungsvorschrift in Kraft gesetzt werden.
Es kann z. B. nicht alles über die Fernleihe bestellt werden; so ist im deutschen Leihverkehr die Bestellung von Unterhaltungsromanen, Büchern, die rein praktische Fertigkeiten vermitteln (Bastelanleitungen, Kochbücher u. Ä.), Reiseführern usw. ausgeschlossen. Der Hintergrund ist, dass der Leihverkehr primär der wissenschaftlichen Aus- und Fortbildung dient und deshalb nicht belastet werden soll durch Bestellungen von Literatur, die normalerweise im Bestand der lokalen öffentlichen Bibliothek vorhanden ist.
Weiterhin sind oftmals von der Fernleihe ausgeschlossen: Loseblattsammlungen (man kann hinterher nur sehr schwer kontrollieren, ob das Exemplar nach der Ausleihe noch vollständig ist), audiovisuelle Materialien wie Sprachkurse, DVDs, Hörbücher, CDs, außerdem alte oder sehr wertvolle Bücher (Verlustgefahr) oder Bücher von großem Format (z. B. große Atlanten oder Bildbände: Versandproblem), in der Regel auch ganze Bände von Zeitschriftenjahrgängen – hier ist dann nur die Kopie eines Aufsatzes möglich.
Um eine Fernleihe aufzugeben, muss man angemeldeter Nutzer einer Bibliothek (z. B. Öffentliche Bibliothek oder Universitätsbibliothek) sein, die am Leihverkehr teilnimmt. Die Bibliothek leitet die Bestellung weiter und stellt das Material nach dessen Eingang dem Nutzer zur Verfügung. In den Bibliotheksverbünden kann der Interessent jedoch über den Verbundkatalog eine Online-Fernleihe veranlassen. Die genauen Benutzungsbedingungen (Leihfristen, Ausleihe außer Haus oder nur in den Räumen der Bibliothek) legt in der Regel jedoch die Bibliothek fest, der das bestellte Material gehört.
Die Dauer bis zur Erfüllung einer Bestellung ist sehr unterschiedlich und hängt von mehreren Faktoren ab:
- der Anzahl der besitzenden Bibliotheken (diese werden meist automatisiert nacheinander abgefragt)
- der Entleihbarkeit in den angefragten Bibliotheken
- der Arbeitsbelastung bei den gebenden Büchereien (große Büchereien erhalten jeden Tag Dutzende Bestellungen auf ihre Medien)

Im Durchschnitt stehen dem Nutzer einer mittleren Öffentlichen Bibliothek bestellte Medien nach etwa 1,5 bis 2 Wochen zur Verfügung.
Eine schnellere, aber kostenintensivere Alternative zur traditionellen Fernleihe bieten Dokumentenlieferdienste (z. B. Subito). Diese liefern direkt an den Endnutzer, meist innerhalb weniger Tage, manchmal sogar innerhalb von 24 Stunden. Allerdings ist dieser Service deutlich teurer als die klassische Fernleihbestellung (der Versand eines Artikels kostet mindestens 6,50 Euro).
Während der COVID-19-Pandemie wurden in Deutschland Fernleihkopien bis zum 31. Mai 2020 ausnahmsweise in elektronischer Form zugestellt. Für diesen Service sehe man bei der Kultusministerkonferenz „trotz dringender Bitten der Bibliotheken keinen Bedarf mehr“, erklärte die Staats- und Universitätsbibliothek Hamburg am 29. Mai 2020. „Daher müssen wir diese komfortable, zeitgemäße und dem digitalen Semester dienliche Form der Zustellung zu unserem großen Bedauern beenden und ins 20. Jahrhundert zurückkehren“, beklagte die Bibliothek.